# Oospila latimargo
Oospila latimargo là một loài bướm đêm trong họ Geometridae.